# راسل گارسیا
راسل گارسیا (انگلیسی: Russell Garcia؛ زادهٔ ۲۰ ژوئن ۱۹۷۰) بازیکن هاکی روی چمن اهل انگلستان است.
وی در مسابقات کشوری و بین‌المللی در مجموع برندهٔ ۱ مدال طلا، ۱ مدال برنز شده‌است.